# Herbert Richers (estúdio)
Herbert Richers S.A. foi um estúdio de dublagem e legendagem localizado na cidade do Rio de Janeiro fundado pelo empresário Herbert Richers (1923–2009). Foi um dos primeiros estúdios do tipo no Brasil. Em seus tempos áureos, chegava a dublar uma média de 150 horas de filmes por mês, o que correspondia a um total de 70% dos filmes veiculados nas salas de cinema do país.
Possuía um dos maiores estúdios de dublagem da América Latina com uma área de mais de 10 mil m² localizados na região da Usina, na Rua Conde de Bonfim no bairro da Tijuca. Neste mesmo complexo, funcionavam os estúdios de gravação audiovisual. Antes de centralizar suas produções no Projac, a Rede Globo chegou a arrendar estes estúdios e rebatizou-os de Globo-Tijuca. Dentre as novelas gravadas no estúdio, destacam-se Dancin Days e A Viagem.
Após a morte de Herbert Richers, em 20 de novembro de 2009, o estúdio não conseguiu mais se manter e fechou pouco depois, em 2010. O prédio foi vendido a um grupo de empresários por R$ 1,7 milhão. Com o aumento de concorrentes em outras cidades que ofereciam trabalhos com preços menores, o estúdio teve o seu rendimento radicalmente diminuído. O estúdio fechou as portas devendo cerca de R$ 8 milhões em dívidas trabalhistas e com 28 ações movidas por ex-funcionários. Para quitar as dívidas, o imóvel e os equipamentos do estúdio foram penhorados e levados a leilão. Em 2 de novembro de 2012, o prédio foi atingido por um incêndio.

## História
Herbert Richers começou a trabalhar com cinema em 1946, quando Walt Disney o chamou para ser cinegrafista de um documentário sendo filmado no Rio de Janeiro. Na década de 1950, já era produtor executivo de vários filmes brasileiros com a sua empresa Produções Cinematográficas Herbert Richers. Em 1956, nas filmagens de Sai de Baixo, foi necessário dublar todas as falas do filme, em virtude da limitação técnica do som guia (som ambiente) e desta maneira, Herbert resolveu investir em sua empresa, nas dublagens de filmes nacionais e de línguas estrangeiras. Quando Carmem Santos morreu em 1952, seus herdeiros decidiram vender o estúdio construído por ela nos anos 30, e Richers comprou o imóvel. Os estúdios logo passaram a ser usados para criar versões brasileiras de produções estrangeiras, começando notavelmente com a série de televisão Zorro, produzida por Disney, que encarregou Richers de fazer a versão local, exibida em 1960 pela TV Tupi. Nas décadas seguintes, os estúdios cresceram a ponto de quase monopolizar o mercado da dublagem. Quando a profissão de dublador foi regulamentada em 1978, a Herbert Richers tinha 300 profissionais contratados, e mais artistas na sua folha de pagamento que a Rede Globo.
O estúdio tentava manter exclusividade com seus dubladores, que eram obrigados a esperar dois meses se quisessem trabalhar sem vínculo empregatício para outro estúdio. No entanto foi apenas em 2003, com uma flexibilização de regras feita em acordo com a classe, que o período foi reduzido para sete dias. À época, a pulverização do mercado de dublagem – que já tinha 15 empresas só no Rio – somado ao alto número de empregados e subsequentes rescisões contratuais, começaram a ruir as finanças da Herbert Richers. A empresa atrasava salários e assim escalaram processos trabalhistas, que chegaram a totalizar R$8 milhões, e em 2007 o estúdio devia R$400,000 em tributos não pagos ao município do Rio de Janeiro. Após a morte de Richers em 2009, seu filho, Herbert Richers Jr, chegou a assumir o estúdio. Mas, com muitas dívidas, o estúdio não conseguiu mais se manter e fechou pouco depois, em 2010.
Em novembro de 2012, um incêndio atingiu o antigo prédio do estúdio e destruiu grande parte dele. E em março de 2018, o que restava do prédio do estúdio foi completamente demolido.